# Ogosta
L'Ogosta (bulgare : Огоста, Latin Augusta) est une rivière du nord-ouest de la Bulgarie, qui se jette dans le Danube.

## Géographie
L'Ogosta prend sa source près du Vrazha Glava Peak (935 m) en bordure de la Serbie. Il traverse les villes de Tchiprovtsi, Montana et Miziya. Il conflue en rive droite avec le Danube.

## Galerie

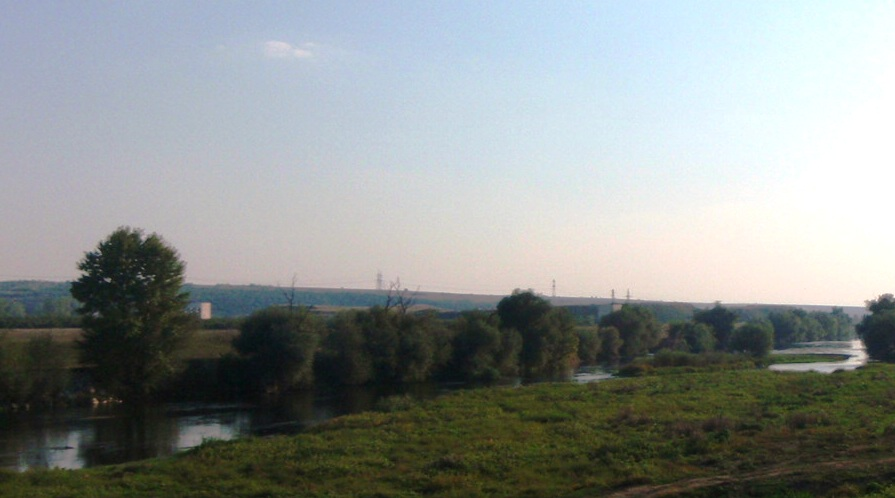
La rivière Ogosta entre Glozhene et Mizia.
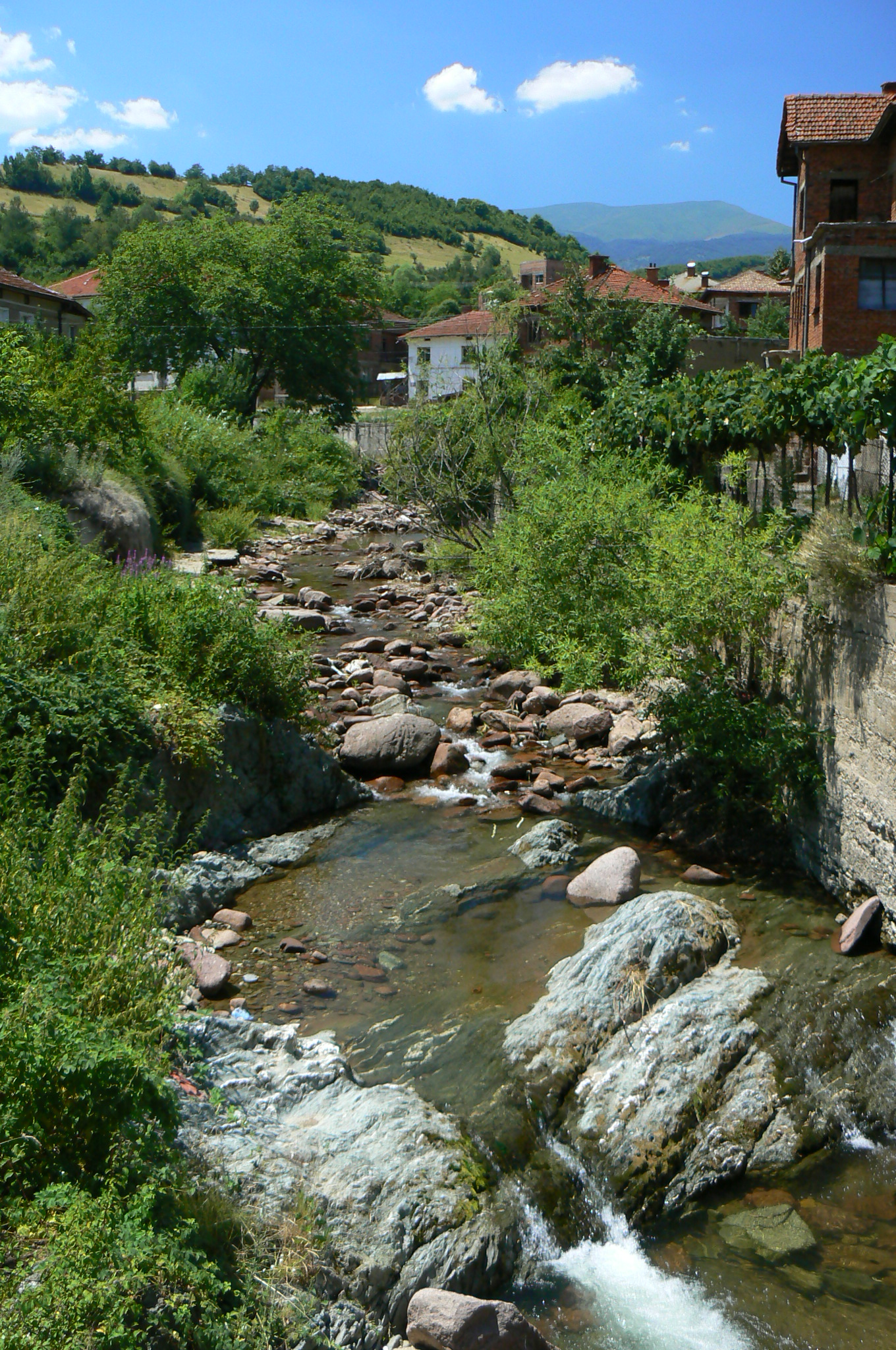
L'Ogosta à Tchiprovtsi.
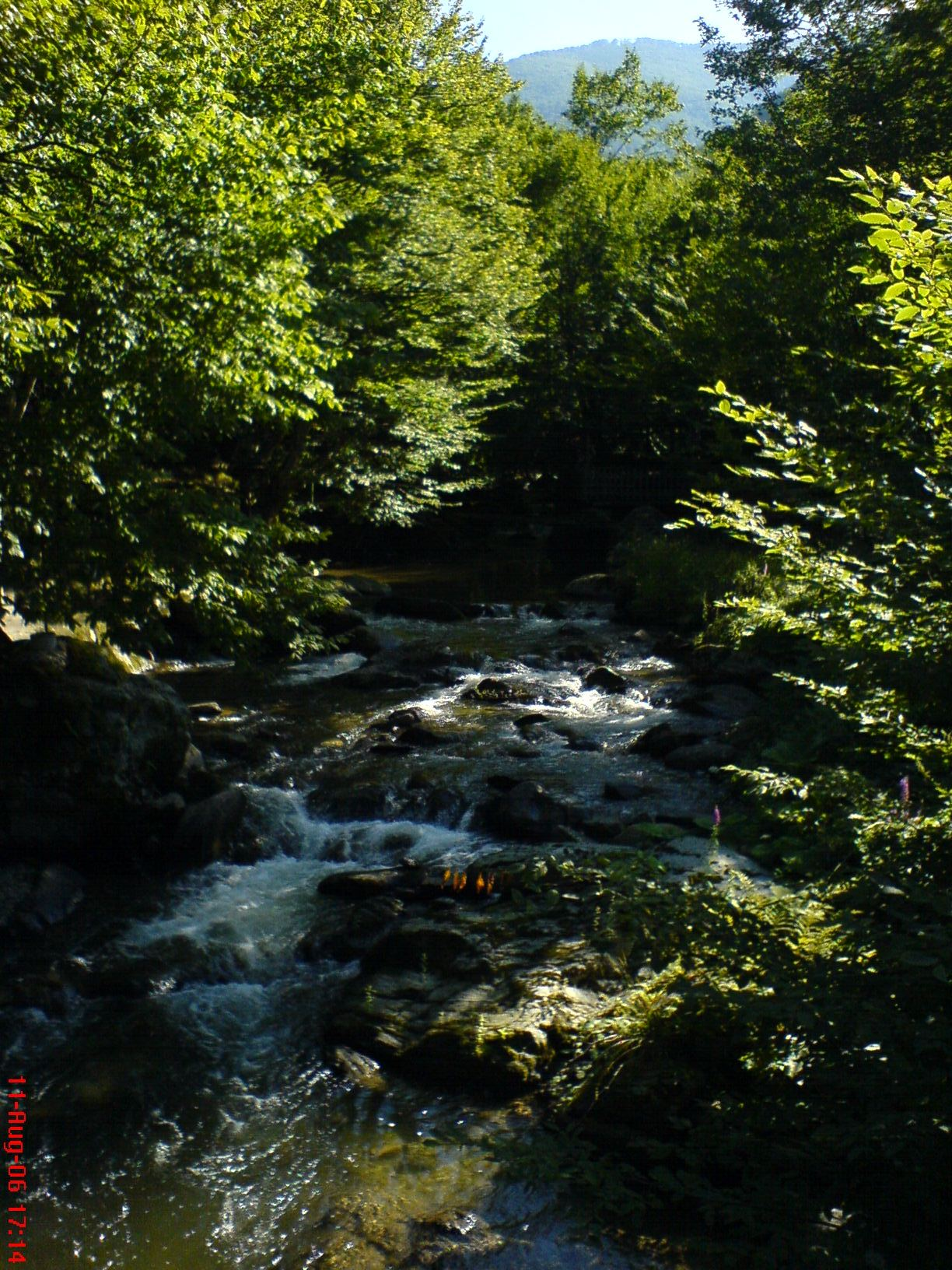